# 鴿 (水雷艇)
|          |                                                             |
| 艦歴     |                                                             |
| 計画     | 明治30年度計画                                              |
| 起工     | 1902年5月22日                                               |
| 進水     | 1903年8月22日                                               |
| 就役     | 1903年10月22日                                              |
| 除籍     | 1922年4月1日                                                |
| その後   | 1922年4月1日雑役船編入、曳船兼交通船指定                    |
| 廃船     | 1926年7月10日                                               |
| 売却     | 1927年8月10日                                               |
| 性能諸元 |                                                             |
| 排水量   | 常備：152トン                                               |
| 全長     | 垂線間長：45.00m (147ft 7in 11/16)                          |
| 全幅     | 4.91m (16ft 1in 7/16)                                       |
| 吃水     | 1.45m (4ft 9in 3/32)                                        |
| 機関     | ノルマン式缶2基 直立式3気筒3段膨張レシプロ2基 2軸 4,200馬力 |
| 速力     | 28.5ノット                                                  |
| 航続距離 | 10ノットで2,000海里                                         |
| 燃料     | 石炭：28.5トン（満載）                                      |
| 乗員     | 30名                                                        |
| 兵装     | 4.7cm保式単装軽速射砲3基（推定） 45cm水上旋回式発射管3基    |

鴿（はと）は、日本海軍の水雷艇で、隼型水雷艇の7番艇である。艦艇名として漢字は異なるが同音同義の鴻型水雷艇「鳩」を2代目として初代とされる場合がある。

## 艦歴
発注時の艇名は第八号百二十噸水雷艇。1900年（明治33年）10月15日、鴿と命名。1901年（明治34年）2月7日、水雷艇に編入され等級一等となる。1902年（明治35年）5月22日、呉海軍造船廠で起工。 1903年（明治36年）8月22日に進水し、同年10月22日に竣工。
日露戦争では旅順口攻撃や、日本海海戦では第九艇隊に所属して夜戦に参加した。
1922年（大正11年）4月1日に除籍され、同日、雑役船に編入となり、曳船兼交通船に指定され舞鶴海軍工廠所属となる。1926年（大正15年）7月10日に廃船となり、1927年（昭和2年）8月10日に売却。

## 艇長
- 渡辺真吾 大尉：1904年4月10日[10] -